# Шустівці
Шустівці — село в Україні, в Кам'янець-Подільському районі Хмельницької області.

## Назва
Стосовно походження назви села існують три версії.
З розповідей Ситника Григорія, Колісника Андрія та інших старожилів села Шустовець відомо таке, що в період татаро-турецько-польських гонінь за людьми, населення тікало в наші місця і на даному острові (такій формі майбутнього поселення сприяла р. Збруч, яка в давнину обтікала населений пункт з усіх сторін) оселилося шість сімей чи господарств (так розповідає Завльнюк Г. — це він чув від якогось архієрея в церкві, коли ще був малим і ходив у школу). Інші старожили також твердять, що назва «Шустівці»  походить від шести перших поселенців. Важко звичайно говорити, чи це дійсно так, та й не відомо, чи справді було шість поселень, а можливо спершу поселилося 2-3 сім'ї або ж їх було понад шість.
Більш достовірне походження села Шустівці буде від слів «шуста» і «шутьма». Визначення цих слів знаходимо у тлумачному словнику  Володимира Даля. «Шуста» означає «мох, яким обростають пні дерев», а «шутьма» — зарослі, пустир, дике місце. Ця версія видається більш переконливою. Можна припустити, що назва походить від цих слів слов'янського походження.
Подільський історик і краєзнавець Юхим Сіцінський у праці «Труды Подольского епархиального историко-статистического комитета» вказує, що у XV ст. в джерелах згадуються «Шыстовцы». Можливо, ця назва може походити від слова «шыста». Шисти — це дубові або інші дерев'яні кілки, якими обгороджували поселення, господарства. Були «шисти» на яких прив'язували солому і запалювали, а спеціальні сторожі подавали знак, у який бік тікати, коли наступає ворог. Оскільки Шустівці розміщувалися між горбами, можливо, на цих горбах стояли шисти, по яких вартові сповіщали про наближення ворога. І від цих шистів могла б і піти назва «Шустівці». Таким чином, «шуста», «шутьма», «шисти» дали назву селу Шустівці. На цій версії щодо походження назви особливу увагу акцентував місцевий вчитель історії та краєзнавець М. А. Танасков у власному дослідженні про історію Шустовець.

## Географія
Село Шустівці розташоване в південно-західній частині Кам'янець-Подільського району. Саме село міститься в улоговині між пагорбами Волино-Подільської височини і простягається по річці Збруч. Село Шустівці розташоване на 48º41'15" північної широти і 26º14'40" східної довготи. Площа села становить 2,7 тис. кв. км.
Від районного центру село знаходиться на віддалі 30 км. Головні шляхи сполучення від Шустовець проходять ґрунтові до Залісся Перше, а далі в Кам'янець-Подільський — шосейна дорога. Найближча залізнична станція знаходиться за 7 км у селі Іване-Пусте Тернопільської області.
На півночі Шустівці межують із с. Ніверка, на південному сході — з с. Чорнокозинці; на заході, по річці Збруч — із с. Залісся Тернопільської області.

### Клімат
Шустівці знаходяться в межах вологого континентального клімату із теплим літом. Але діяльність людини досить часто призводить до екоциду, поганих змін та глобального потепління. Рівень наповнення річок водою по області становить лише 20 % від необхідного стандарту, значна частина земної поверхні стає посушливою. Для покращення ситуації варто було б проводити ревайлдинг, відновлювати екосистеми та лісові насадження.

## Історія
Вперше згадується в історичних документах 1493 року. Поблизу виявлено кам'яні знаряддя праці доби неоліту (VI—V тисячоліття до н. е.). Село Шустівці виникло й існує уже понад п'ять століть. Про давність його свідчать сільські кладовища. Їх у селі нараховується біля чотирьох. Відомо, що на кожному кладовищі здійснювалося поховання протягом ста років.
Сільська церква існувала з 1620 року.
Перший поділ Речі Посполитої (1772) зробив поселення прикордонним зі Австро-Угорщиною та розділив українців між двома імперіями.
Селяни були звільнені від кріпосного права в 1861 році. На честь цієї події в багатьох селах Поділля на в'їздах встановлювали пам'ятні фігури, такі збереглись в селах: Нігин, Черче. Ця традиція помаленьку відновлюється, встановлюються статуї Божої Матері чи інші фігури.
Внаслідок поразки Перших визвольних змагань на початку XX століття, село надовго окуповане російсько-більшовицькими загарбниками. У селі проходив кордон до 1939 року по річці Збруч, так з 1 листопада 1926 по 1 листопада 1927 польські прикордонники затримали 9509 перебіжчиків із радянської сторони, люди тікали від радянських репресій, у зворотному напрямку, за той же період 745 осіб.
Радянська окупація принесла колективізацію та розкуркулення, мешканці села зазнали репресій. Багатьох частинах Поділля відбувались масові селянські повстання, проти радянської влади.
В 1932–1933 селяни села пережили сталінський голодомор. Коли почався голод, усе більше людей намагалося втекти на правий берег річки Збруч. А там місцеві священники закликали селян збирати продукти для голодуючих з лівого берега.
По закінченню Другої світової війни у 1946—1947 роках мешканці села вчергове пережили голод. 1947 року жителі села масово ходили у села Тернопільської області міняти одяг та все, що мали, на зерно та інші продукти харчування, аби зберегти життя дітям.
З 1991 року в складі незалежної України.
1993 року надано статус четвертої зони посиленого радіоекологічного контролю.
У лютому 2010 року влада раптово знімає з селян Шустовець Чорнобильську зону посиленої радіоактивності (4 категорія).
24 грудня 2019 року шляхом об'єднання сільських рад Кам'янець-Подільського району село Шустівці увійшло до складу Орининської сільської громади. Об'єднання в громаду має створити умови для формування ефективної і відповідальної місцевої влади, яка зможе забезпечити комфортне та безпечне середовище для проживання людей.

## Населення
Станом на 2014 рік у Шустівцях проживають 256 жителів. Переважно це люди старшого і похилого віку, так як молоде покоління майже все перебуває у місті.

### Мова
У селі поширені західноподільська говірка та південноподільська говірка, що відносяться до подільського говору, який належить до південно-західного наріччя.
100 % населення вказало своєю рідною мовою українську мову, за даними перепису 2001 року.

## Економіка та інфраструктура
На сучасному етапі село продовжує існувати. У селі є школа, в якій навчаються 28 учнів, працює педагогічний колектив у складі 10 вчителів. Функціонує медпункт, відділення зв'язку, будинок культури, бібліотека, магазин. Землі села перебувають в оренді Приворотської філії ТОВ «Нібулон». Існує автобусне сполучення з районним центром.

## Відомі люди
В селі народились і проживали:
- Бесараба Михайло Михайлович — майстер ковальської справи, художник, графік
- Братенко Калінін Калінінович — полковник Міністерства оборони України
- Братенко Михайло Калінінович — доктор хімічних наук, професор, завідувач кафедри медичної та фармацевтичної хімії Буковинського державного медичного університету
- Василів Михайло Миронович — штабіст 4-ї Київської дивізії Армії УНР, Герой Другого Зимового походу
- Єрменчук Петро Петрович — заслужений вчитель України, відмінник освіти України.
- Єрменчук Віктор Петрович — журналіст, громадський діяч, директор мотобольного клубу «Поділля», заступник керівника Кам'янець-Подільської районної ради
- Мартинюк Марія Степанівна — народна складачка пісень, майстриня
- Марчишина Алла Анатоліївна — декан факультету іноземної філології КПНУ ім. І. Огієнка, доктор філологічних наук, доцент
- Овчарук Василь Іванович — доктор сільськогосподарських наук, професор
- Рога Олександр Антонович — поет
- Сарахман Олександр Олександрович — народний умілець, скульптор, художник
- Танасков Василь Васильович — лікар-хірург, депутат муніципальної ради одного з округів Москви
- Танасков Михайло Архипович — краєзнавець, історик, художник, фотограф.
- Підгірна Лора — українська письменниця, історикиня, громадська діячка, голова ГО «Товариство Сонця та Місяця».

## Пам'ятки
Дерев'яна церква «Різдва Пресвятої Богородиці» УПЦ (ПЦУ) (2007 р.). На території храму у 2014 році, стараннями жителів села, під керівництвом настоятеля протоієрея Віктора Засадзінського, встановлено пам'ятник «Героям Небесної Сотні».
Курган Слави, споруджений на честь 30-річчя визволення села Шустовець від німецько-фашистських загарбників 1975 року.
Пам'ятник загиблим воїнам-односельчанам у Другій світовій війні.
Пам'ятник Тарасу Шевченку.

## Охорона природи
Село лежить у межах національного природного парку «Подільські Товтри».

## Галерея

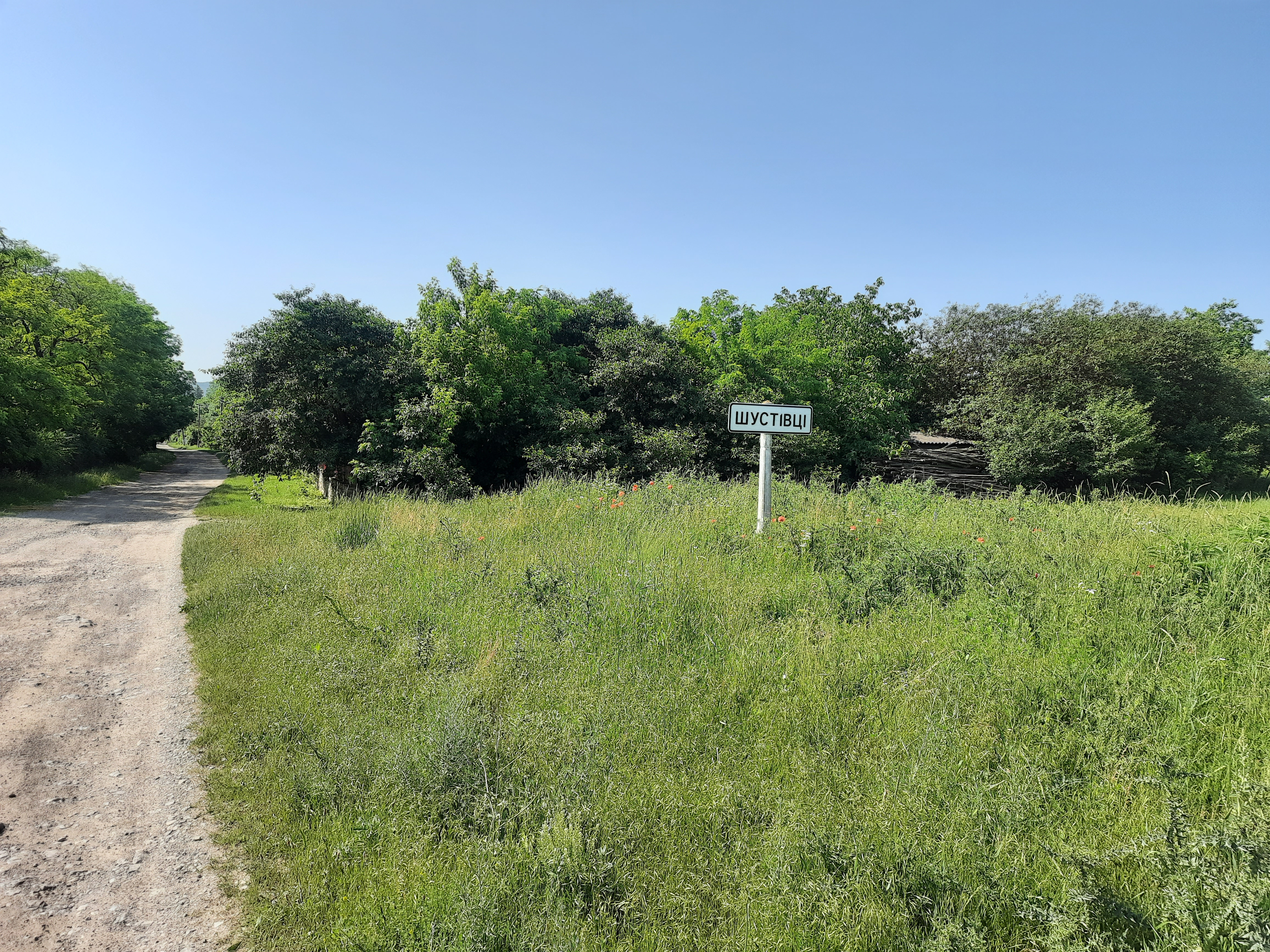
В'їзд у село
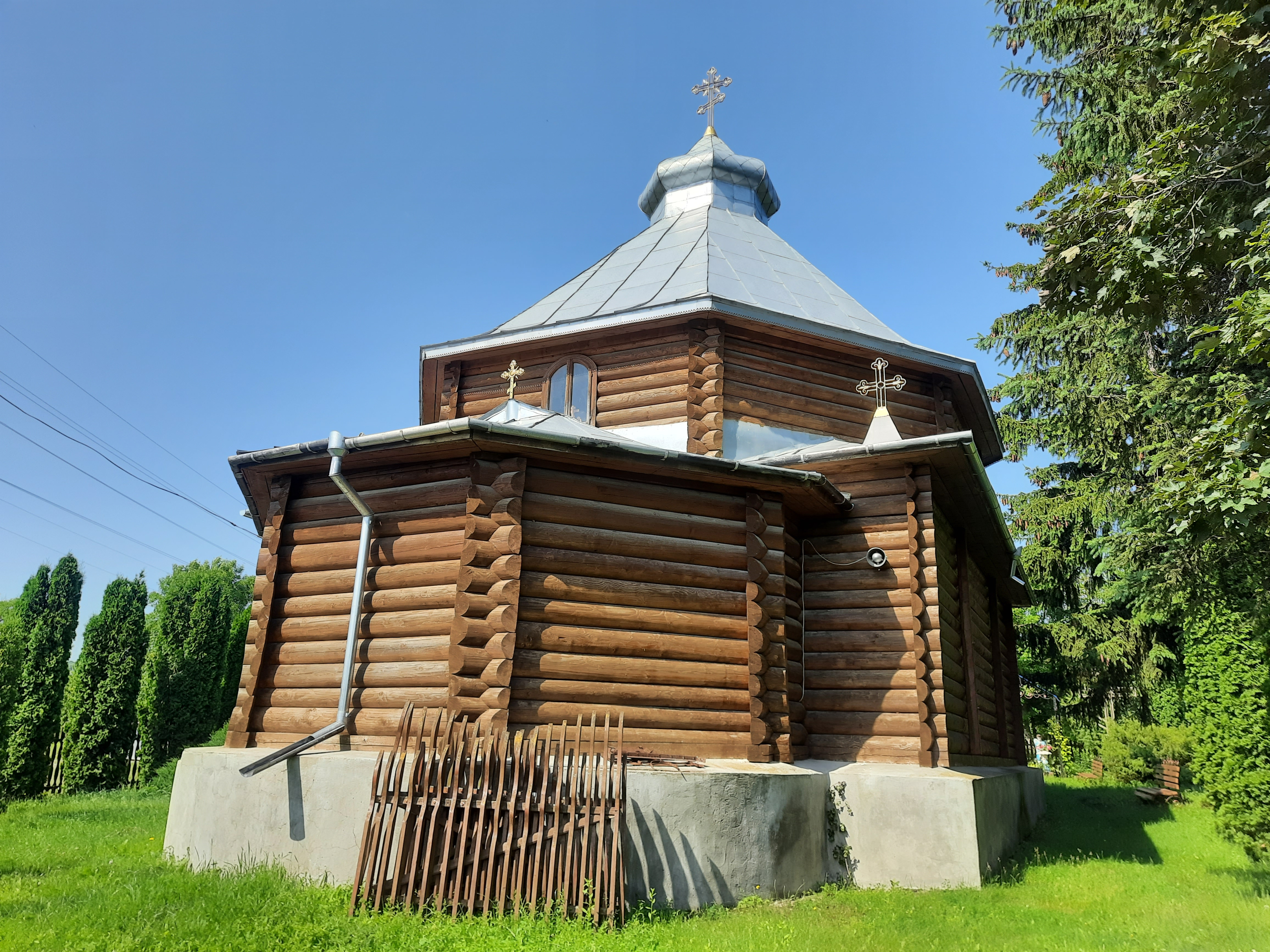
Церква Різдва Богородиці
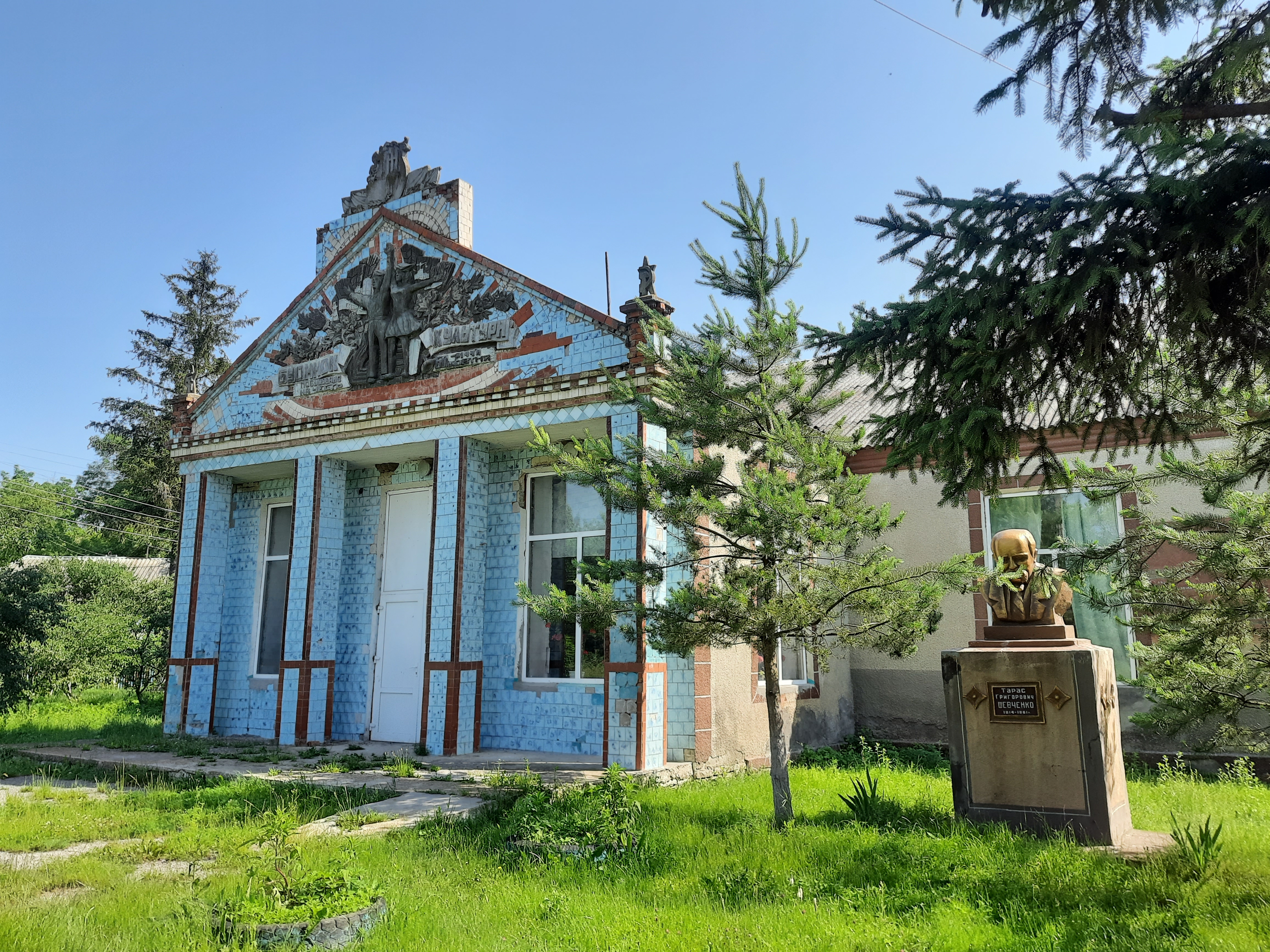
Будинок культури
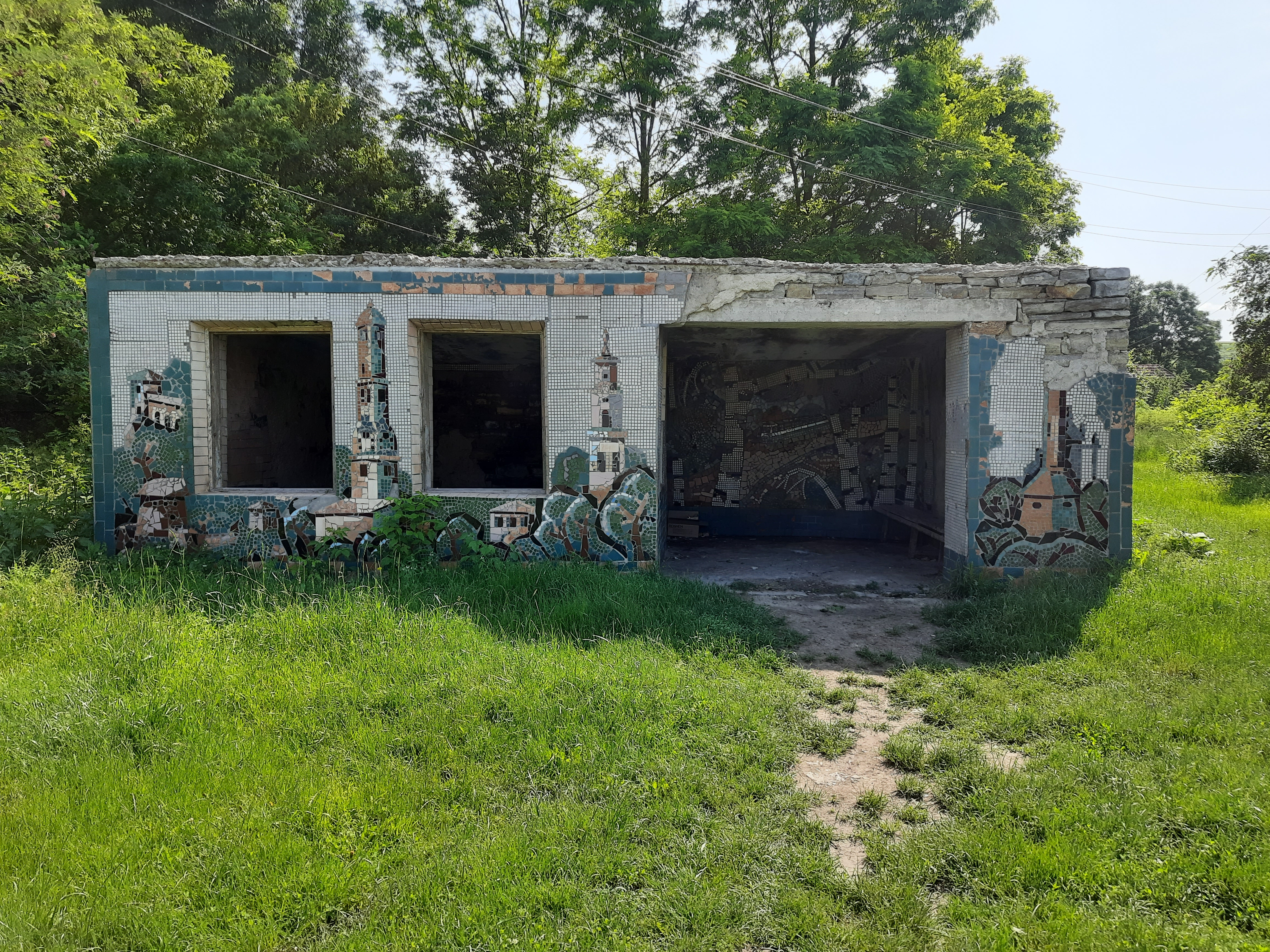
Мозаїчна автобусна зупинка
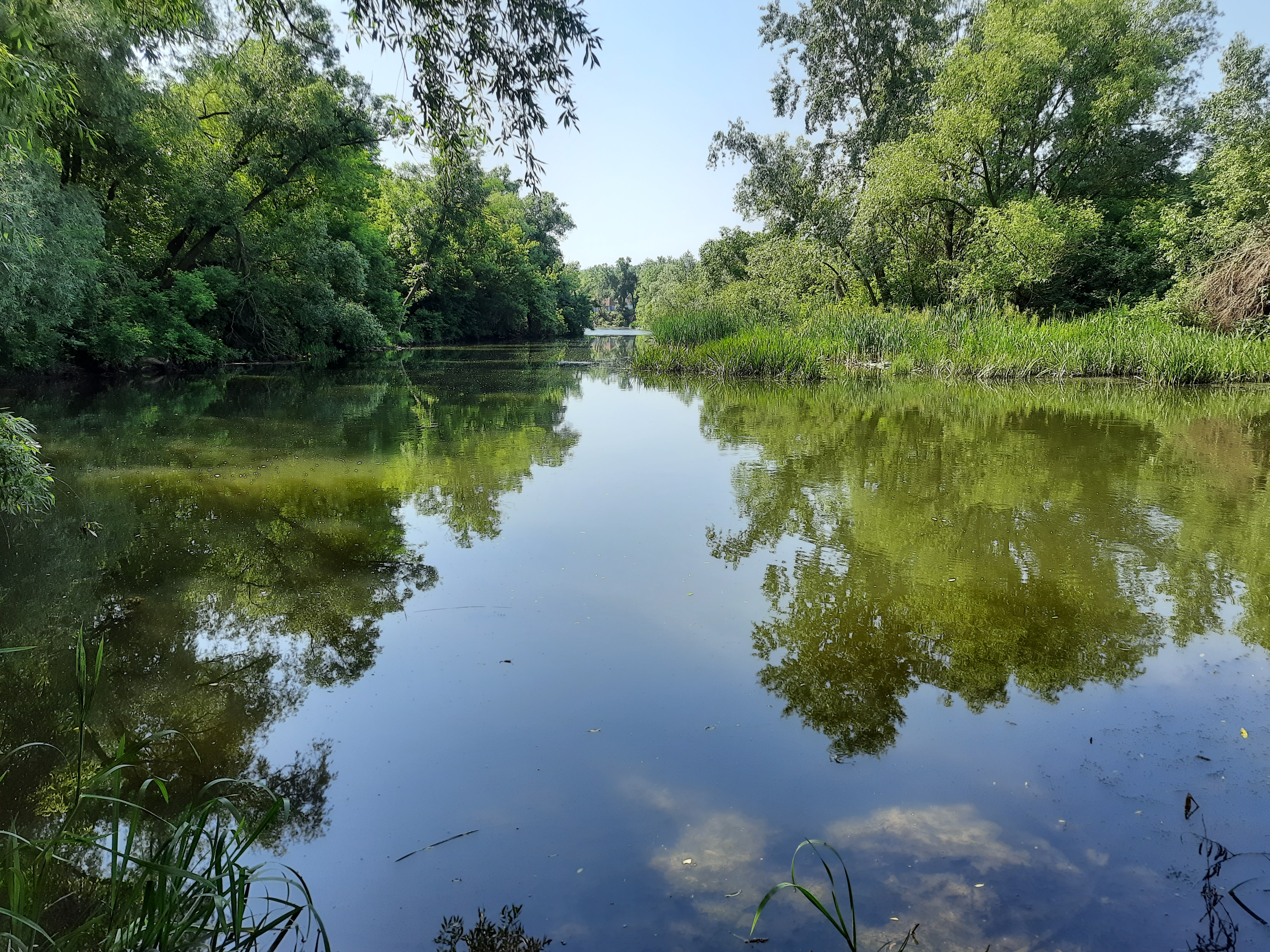
Збруч біля села